# Rožňavské Bystré
Rožňavské Bystré (bis 1927 slowakisch auch „Bystrá“; ungarisch Sebespatak – bis 1888 Bisztró) ist eine Gemeinde im Osten der Slowakei mit 551 Einwohnern (Stand 31. Dezember 2024), die zum Okres Rožňava, einem Teil des Košický kraj, gehört und in der traditionellen Landschaft Gemer liegt.

## Geographie

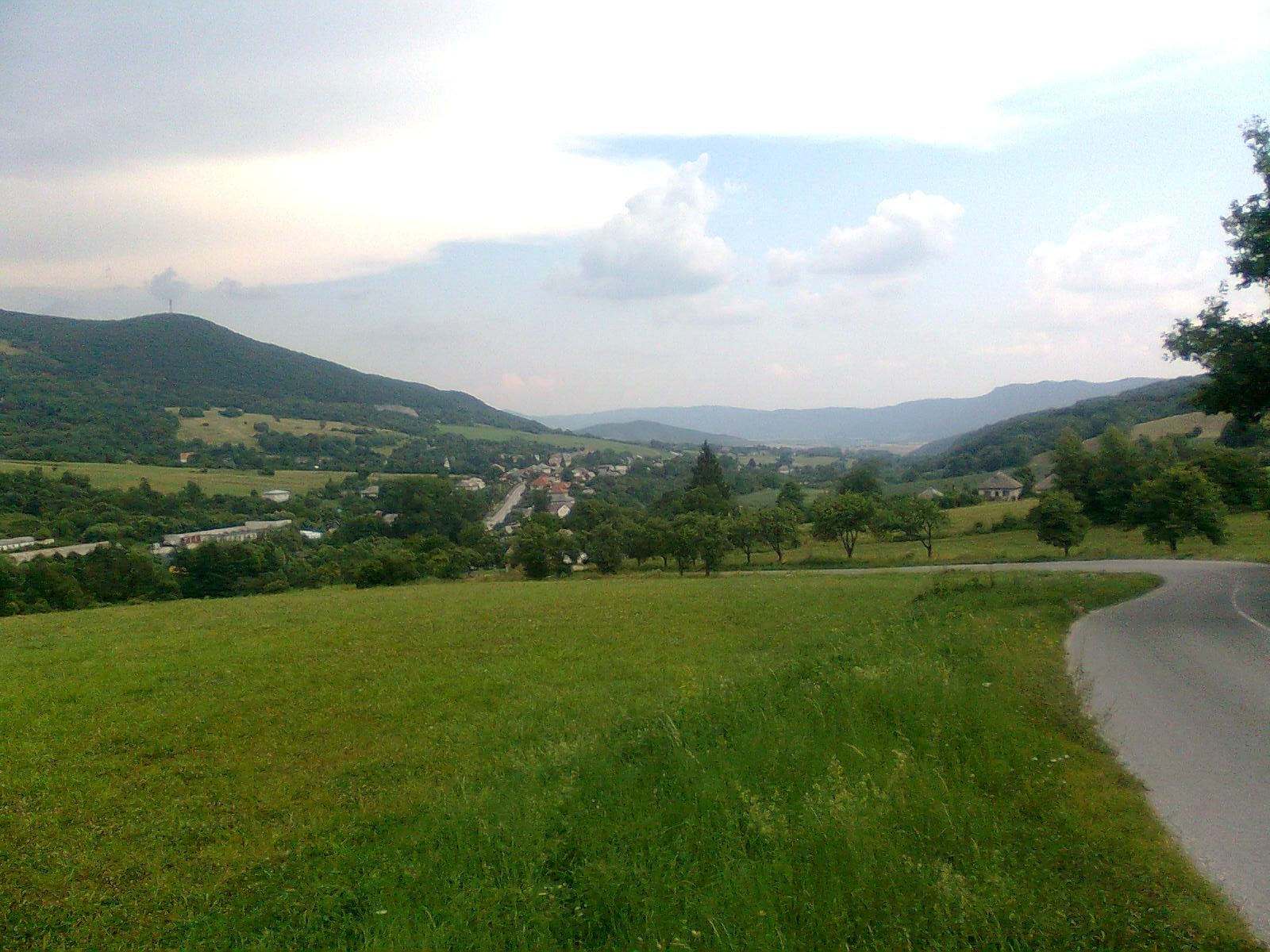
Rožňavské Bystré

Die Gemeinde befindet sich im Slowakischen Erzgebirge am Westrand des Talkessels Rožňavská kotlina und am Nordrand des Slowakischen Karsts, am Bach Honský potok im Einzugsgebiet der Slaná. Das Ortszentrum liegt auf einer Höhe von 400 m n.m. und ist siebeneinhalb Kilometer von Rožňava entfernt.
Nachbargemeinden sind Gemerská Poloma im Norden, Rakovnica im Osten und Süden, Plešivec im Südwesten, Honce im Westen und Henckovce im Nordwesten.

## Geschichte

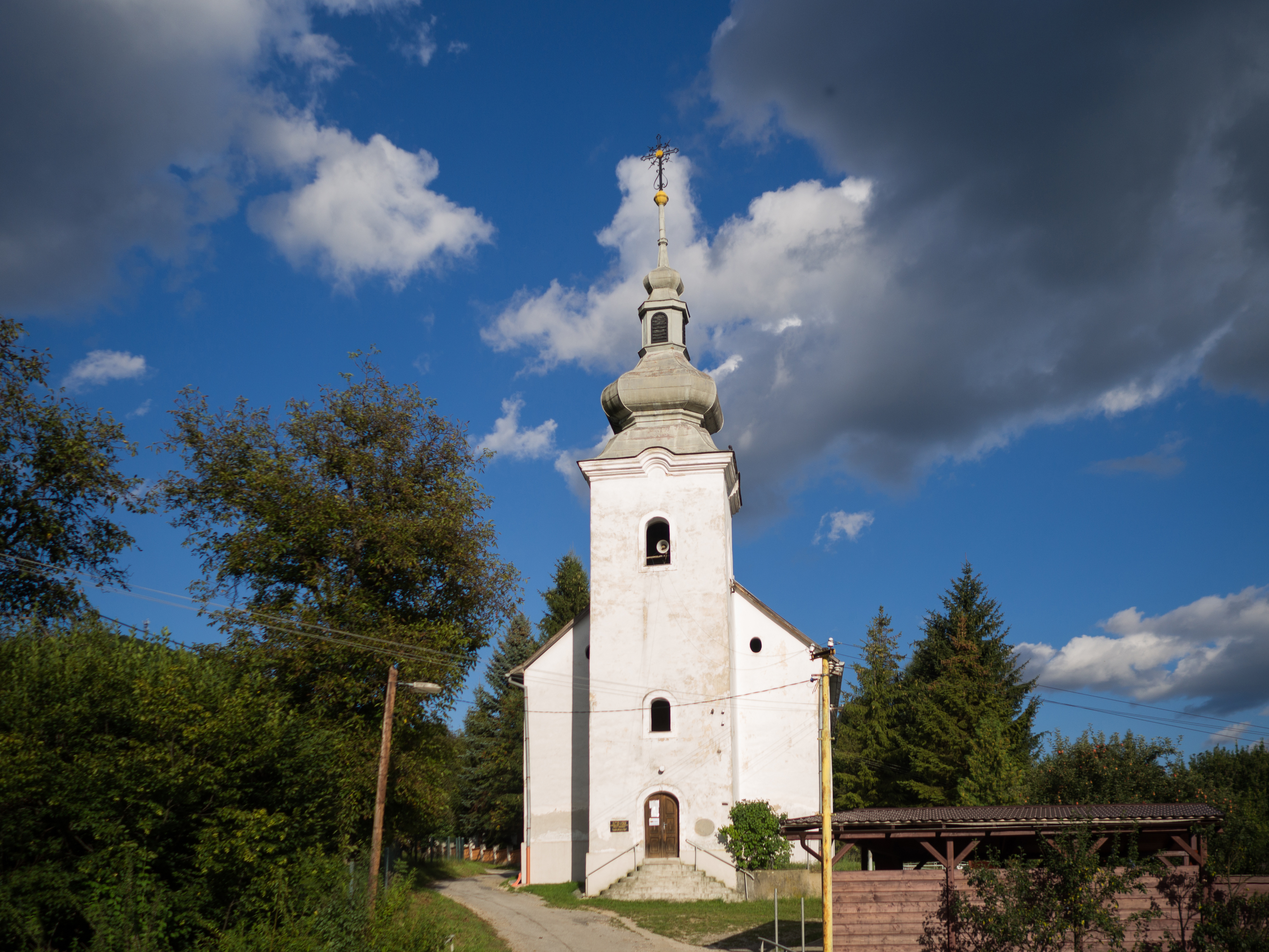
Evangelische Kirche

Rožňavské Bystré wurde zum ersten Mal 1318 als Sebuspopotak schriftlich erwähnt, weitere historische Bezeichnungen sind unter anderem  Sebespatak (1362), Biztro alias Sebespatak (1602) und Bystro (1773). Das Dorf entstand im späten 13. Jahrhundert und war Besitz des Geschlechts Bebek (Pleissnitzer Linie), die Einwohner waren als Landwirte, Köhler, Fuhrmänner, Holzfäller und Bergleute beschäftigt. Im 16. Jahrhundert kam es zur Entvölkerung des durch türkische Truppen verwüsteten Ortes, im 17. Jahrhundert gehörten die Ortsgüter dem Geschlecht Balogh, gefolgt von Andrássy im 18. Jahrhundert. Der Pestepidemie im Jahr 1710 fielen 155 Menschen zum Opfer, 1720 wohnten hier nur neun Bauern. 1828 zählte man 48 Häuser und 415 Einwohner. Im 19. Jahrhundert intensivierte die Rimamurány-Salgótarján-Gesellschaft den Eisenerzabbau und die Haupteinnahmequelle der Bevölkerung wurde Bergbau, aber auch Obstbau.
Bis 1918/1919 gehörte der im Komitat Gemer und Kleinhont liegende Ort zum Königreich Ungarn und kam danach zur Tschechoslowakei beziehungsweise heute Slowakei.

## Bevölkerung
| Jahr                | 1994 | 2004    | 2014    | 2024     |
| ------------------- | ---- | ------- | ------- | -------- |
| Anzahl der Personen | 568  | 582     | 632     | 551      |
| Unterschied         |      | +2,46 % | +8,59 % | −12,81 % |

| Jahr                | 2023 | 2024    |
| ------------------- | ---- | ------- |
| Anzahl der Personen | 563  | 551     |
| Unterschied         |      | −2,13 % |

Nach der Volkszählung 2011 wohnten in Rožňavské Bystré 619 Einwohner, davon 542 Slowaken, neun Magyaren, acht Roma und zwei Tschechen. 58 Einwohner machten keine Angabe zur Ethnie.
266 Einwohner bekannten sich zur Evangelischen Kirche A. B., 72 Einwohner zur römisch-katholischen Kirche, sechs Einwohner zur griechisch-katholischen Kirche, jeweils drei Einwohner zu den Baptisten und zur orthodoxen Kirche, zwei Einwohner zur reformierten Kirche sowie jeweils ein Einwohner zu den Brethren, zur altkatholischen Kirche und zur evangelisch-methodistischen Kirche. 202 Einwohner waren konfessionslos und bei 62 Einwohnern wurde die Konfession nicht ermittelt.

## Baudenkmäler
- Evangelische Kirche im klassizistischen Stil aus dem Jahr 1844[6]

## Verkehr
Durch Rožňavské Bystré führt die Straße 2. Ordnung 526 zwischen Štítnik und Rožňava.